# Pycnonotus finlaysoni
Pycnonotus finlaysoni е вид птица от семейство Pycnonotidae.

## Разпространение
Видът е разпространен във Виетнам, Камбоджа, Китай, Лаос, Малайзия, Мианмар и Тайланд.